# Make Me Smile (Come Up and See Me)
"Make Me Smile (Come Up and See Me)" is een nummer van de Britse band Steve Harley & Cockney Rebel. Het nummer werd uitgebracht op hun album The Best Years of Our Lives uit 1975. Op 31 januari van dat jaar werd het nummer uitgebracht als de eerste single van het album.

## Achtergrond
"Make Me Smile (Come Up and See Me)" is geschreven door zanger Steve Harley en geproduceerd door Harley en Alan Parsons. Het was de eerste single van de band onder de naam "Steve Harley & Cockney Rebel", nadat zij tot dan toe bekend stonden onder enkel "Cockney Rebel". In juli 1974 ging de originele bezetting van Cockney Rebel uit elkaar, waarop Harley een nieuwe band samenstelde. In het nummer beschreef hij zijn gevoelens over het uit elkaar gaan van de band. Tussen mei en juli 1974 ging de band op een lange tournee in Groot-Brittannië ter promotie van hun tweede album The Psychomodo. Gedurende de tournee ontstond er steeds meer spanning tussen de bandleden. Zo wilden de andere bandleden Jean-Paul Crocker, Milton Reame-James en Paul Jeffreys ook nummers schrijven voor de groep, terwijl Harley dit altijd zelf deed. Aan het eind van de tournee besloten zij uit elkaar te gaan. Enkele dagen later begon hij het nummer te schrijven. In een interview in 2002 maakte Harley uiteindelijk bekend dat de tekst van het nummer is gericht aan de andere bandleden, waarvan hij voelde dat zij hem in de steek zouden hebben gelaten.
"Make Me Smile (Come Up and See Me)" was oorspronkelijk een langzaam bluesnummer. Nadat producer Parsons het nummer hoorde, vroeg hij aan Harley om een sneller tempo aan te houden, omdat hij vond dat het beter paste. Harley voegde hierop tevens nieuwe elementen toe, waaronder tacets en generale pauzes. Ook zou het nummer een saxofoonsolo bevatten, maar nadat gitarist Jim Cregan deze solo hoorde, speelde hij het in plaats hiervan op de gitaar. De "ooh-la-la-la"'s, gezongen door het achtergrondkoor, bestaande uit onder meer Tina Charles en Yvonne Keeley, is geïnspireerd door de Rubber Soul-periode van The Beatles. Toen het nummer af was, had de band er vertrouwen in dat het een grote hit zou worden.

## Hitlijsten
"Make Me Smile (Come Up and See Me)" is commercieel gezien de meest succesvolle single van Steve Harley & Cockney Rebel en is wereldwijd meer dan een miljoen keer verkocht. Het is tevens de enige nummer 1-hit van de band in thuisland het Verenigd Koninkrijk. Ook in Ierland en Frankrijk werd het een nummer 1-hit. Tevens was het hun enige single met een notering in de Amerikaanse Billboard Hot 100, alhoewel het niet hoger kwam dan de 96e positie.
In Nederland werd de plaat op zaterdag 8 maart 1975 door de omroepen (NCRV, KRO, NOS, VARA en de AVRO) verkozen tot de 208e Troetelschijf van de week op Hilversum 3 en werd een grote hit in de destijds twee hitlijsten op de nationale publieke popzender. De plaat bereikte de 6e positie in de Nederlandse Top 40 (destijds op de befaamde donderdag bij de TROS op Hilversum 3 met dj Ferry Maat) en de 5e positie in de Nationale Hitparade. 
In België bereikte de single de 7e positie in de voorloper van de Vlaamse Ultratop 50 en de 10e positie in de Vlaamse Radio 2 Top 30. In Wallonië werd de 20e positie bereikt.
De single werd meerdere keren opnieuw uitgebracht, waaronder in 1980 en 1983, toen de plaat  geen notering in de hitlijsten behaalde. In 1992 werd de 46e positie bereikt in het Verenigd Koninkrijk. In 1995 werd het nummer opnieuw uitgebracht nadat het werd gebruikt in een reclame voor het biermerk Carlsberg, waarop de 33e positie werd behaald in het thuisland van de band. In 2005 bereikte een opnieuw opgenomen versie van het nummer de 55e positie in het Verenigd Koninkrijk. In 2015 bereikte het nummer opnieuw de Britse hitlijsten op de 72e positie na een oproep van het BBC televisieprogramma Top Gear om het te downloaden, zodat Harley een verkeersboete zou kunnen betalen.
Sinds de allereerste editie in december 1999, staat de plaat onafgebroken genoteerd in de jaarlijkse NPO Radio 2 Top 2000 van de Nederlandse publieke radiozender NPO Radio 2, met als hoogste notering een 283e positie in 2001.

## Covers en gebruik in media
"Make Me Smile (Come Up and See Me)" is gecoverd door meer dan 120 artiesten. Duran Duran zette een liveversie van het nummer op de B-kant van hun nummer 1-hit "The Reflex" uit 1984 onder de titel "Come Up and See Me (Make Me Smile)". Erasure bereikte de veertiende plaats in het Verenigd Koninkrijk met hun cover van het nummer uit 2003. Ook Suzi Quatro heeft het nummer gecoverd. Robbie Williams zette een medley van "Make Me Smile (Come Up and See Me)", "You Can Leave Your Hat On" en "Land of 1000 Dances" op de B-kant van zijn single "Let Me Entertain You" uit 1998. The Wedding Present behaalde in 1990 de 25e plaats in het Verenigd Koninkrijk met hun versie van het nummer; Harley heeft verklaard dat dit zijn favoriete cover van het nummer is. Hiernaast is het nummer gebruikt in de films The Full Monty en Velvet Goldmine, in een commercial voor Marks & Spencer en in het computerspel Lego Rock Band.

## Hitnoteringen

### Nederlandse Top 40
| Hitnotering: 22-03-1975 t/m 10-05-1975 | Hitnotering: 22-03-1975 t/m 10-05-1975 | Hitnotering: 22-03-1975 t/m 10-05-1975 | Hitnotering: 22-03-1975 t/m 10-05-1975 | Hitnotering: 22-03-1975 t/m 10-05-1975 | Hitnotering: 22-03-1975 t/m 10-05-1975 | Hitnotering: 22-03-1975 t/m 10-05-1975 | Hitnotering: 22-03-1975 t/m 10-05-1975 | Hitnotering: 22-03-1975 t/m 10-05-1975 | Hitnotering: 22-03-1975 t/m 10-05-1975 |
| Week                                   | 1                                      | 2                                      | 3                                      | 4                                      | 5                                      | 6                                      | 7                                      | 8                                      |                                        |
| -------------------------------------- | -------------------------------------- | -------------------------------------- | -------------------------------------- | -------------------------------------- | -------------------------------------- | -------------------------------------- | -------------------------------------- | -------------------------------------- | -------------------------------------- |
| Positie                                | 24                                     | 12                                     | 8                                      | 6                                      | 6                                      | 14                                     | 15                                     | 35                                     | uit                                    |

### Nationale Hitparade
| Hitnotering: 15-03-1975 t/m 10-05-1975 | Hitnotering: 15-03-1975 t/m 10-05-1975 | Hitnotering: 15-03-1975 t/m 10-05-1975 | Hitnotering: 15-03-1975 t/m 10-05-1975 | Hitnotering: 15-03-1975 t/m 10-05-1975 | Hitnotering: 15-03-1975 t/m 10-05-1975 | Hitnotering: 15-03-1975 t/m 10-05-1975 | Hitnotering: 15-03-1975 t/m 10-05-1975 | Hitnotering: 15-03-1975 t/m 10-05-1975 | Hitnotering: 15-03-1975 t/m 10-05-1975 | Hitnotering: 15-03-1975 t/m 10-05-1975 |
| Week                                   | 1                                      | 2                                      | 3                                      | 4                                      | 5                                      | 6                                      | 7                                      | 8                                      | 9                                      |                                        |
| -------------------------------------- | -------------------------------------- | -------------------------------------- | -------------------------------------- | -------------------------------------- | -------------------------------------- | -------------------------------------- | -------------------------------------- | -------------------------------------- | -------------------------------------- | -------------------------------------- |
| Positie                                | 26                                     | 20                                     | 11                                     | 6                                      | 6                                      | 5                                      | 7                                      | 16                                     | 22                                     | uit                                    |

### NPO Radio 2 Top 2000
| Nummer met noteringen in de NPO Radio 2 Top 2000 | '99 | '00 | '01 | '02 | '03 | '04 | '05 | '06 | '07 | '08 | '09  | '10 | '11 | '12 | '13 | '14 | '15  | '16  | '17  | '18  | '19  | '20  | '21  | '22  | '23  | '24  |
| ------------------------------------------------ | --- | --- | --- | --- | --- | --- | --- | --- | --- | --- | ---- | --- | --- | --- | --- | --- | ---- | ---- | ---- | ---- | ---- | ---- | ---- | ---- | ---- | ---- |
| Make Me Smile (Come Up and See Me)               | 391 | 300 | 283 | 412 | 522 | 665 | 499 | 590 | 698 | 569 | 1826 | 833 | 914 | 934 | 889 | 983 | 1178 | 1516 | 1567 | 1308 | 1314 | 1411 | 1471 | 1558 | 1600 | 1582 |

1. ↑  Een vetgedrukt getal geeft de hoogste notering aan.